# Саркытбаева, Куралай Серикхановна
Куралай Серикхановна Саркытбаева (22 февраля 1975 г.род Талды-Курган, Казахская ССР) — казахстанская артист балета. Заслуженный деятель Республики Казахстан (2002). Ведущая солистка балета и педагог — репетитор  КазГАТОБ имени Абая (с 1993).

## Биография
- Куралай Саркытбаева родилась 22 февраля 1975 г.род Талды-Кургане.
- В 1993 г. окончила Алматинское хореографическое училище им. А.Селезнева.
- В 2001 г. окончила факультет хореографии Казахского государственного женского педагогического института, «педагог — хореограф»

## Карьера
- С 1993 г. Ведущая солистка балета Казахский государственный академический театр оперы и балета им. Абая

## Репертуар
- Балетные партии

Казахский государственный академический театр оперы и балета им. Абая
- Одетта, Одиллия («Лебединое озеро» П. Чайковский)
- Аврора, принцесса Флорина («Спящая красавица» П. Чайковский)
- Маша («Щелкунчик» П. Чайковский)
- Жизель («Жизель» А. Адан)
- Медора, Гюльнара («Корсар» А. Адан)
- Китри, уличная танцовщица («Дон-Кихот» Л. Минкус)
- Сильфида («Сильфида» Г. Левенсхольд)
- Фригия («Спартак» А. Хачатурян)
- Вакханка («Вальпургиева ночь» Ш. Гуно)
- Мария, Зарема («Бахчисарайский фонтан» Б. Асафьев)
- Кончита («Юнона и Авось» А. Рыбников)

## Гастроли
- Россия (Москва, Санкт-Петербург, Омск, Тверь, Архангельск, Екатеринбург), Украина (Киев), Египет, Турция, Индия, Швейцария, Австрия, Германия, Япония, Голландия и др.

## Награды
- 2002 — Присвоено почетное звание «Заслуженный деятель Республики Казахстан» (за большие заслуги в развитии казахского хореографического искусства)[1]